# Giacomo Cappellini

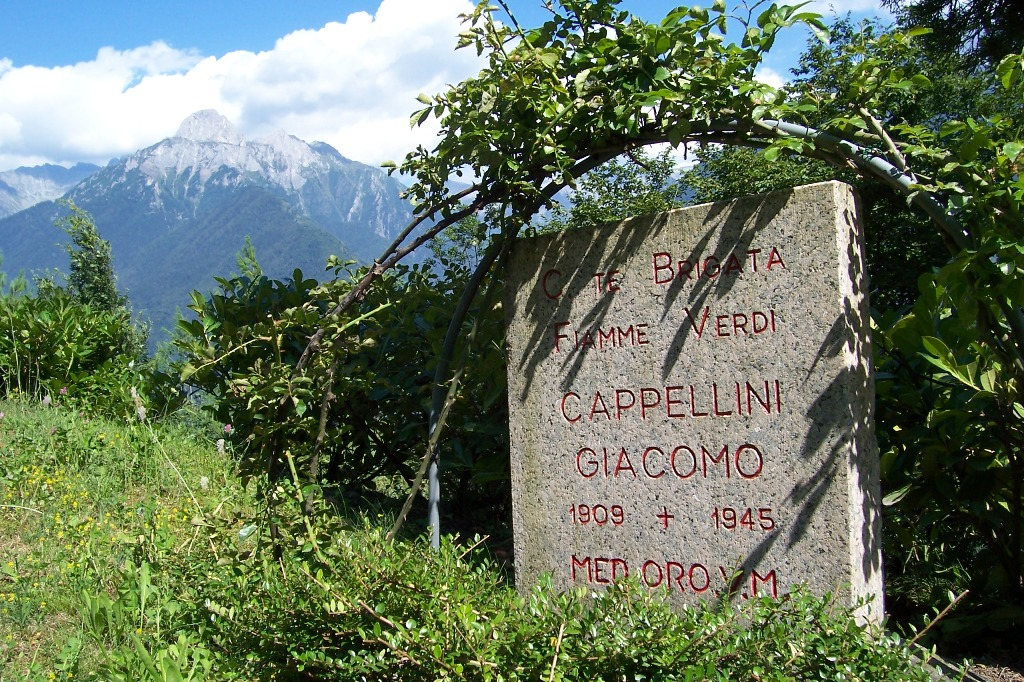
Lapide commemorativa presso Cerveno, Val Camonica

Giacomo Cappellini (Cerveno, 24 gennaio 1909 – Brescia, 24 marzo 1945) è stato un partigiano italiano, decorato di Medaglia d'oro al valor militare alla memoria.

## Biografia
Di professione maestro nel suo paese (Cerveno in Val Camonica), a seguito dell'armistizio organizzò con alcuni giovani di Cerveno una delle prime formazioni partigiane operanti nella zona.
Operava sul monte Concarena e nella zona di Lozio.
Il 21 gennaio 1945, venne catturato dalla Guardia Nazionale Repubblicana. Condotto a Brescia nel Castello, fu fucilato dopo due mesi di prigionia e di sevizie.
Cappellini scrisse ai fratelli diverse lettere di seguito raccolte in un volume intitolatoAlla Mirabella, egli infatti era convinto di essere stato rinchiuso nella torre Mirabella ma in realtà era stato rinchiuso nella torre detta dei prigionieri.